# Programme for the Endorsement of Forest Certification Schemes

Logo des PEFC

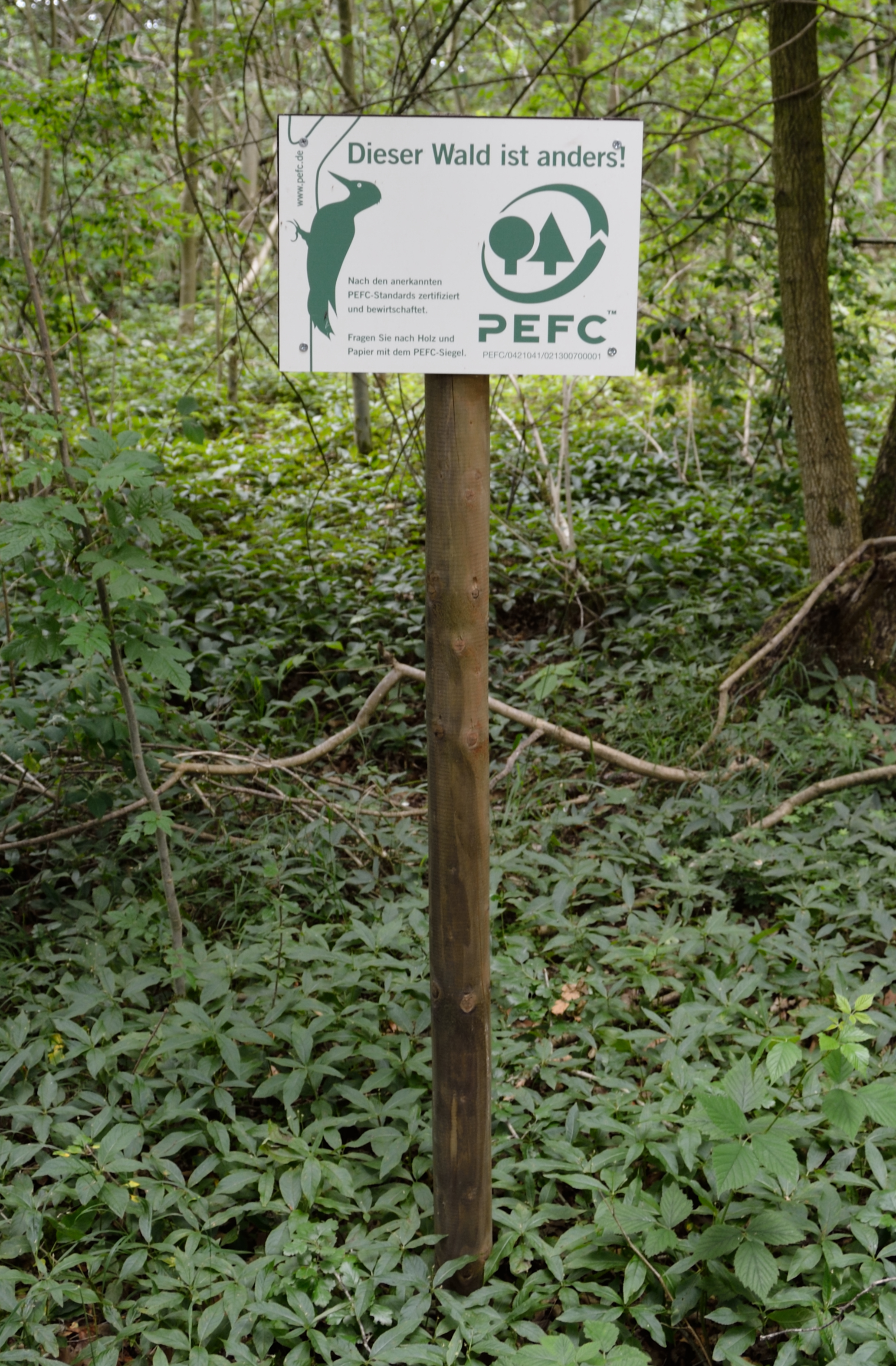
Hinweisschild am Harzhorn/Niedersachsen

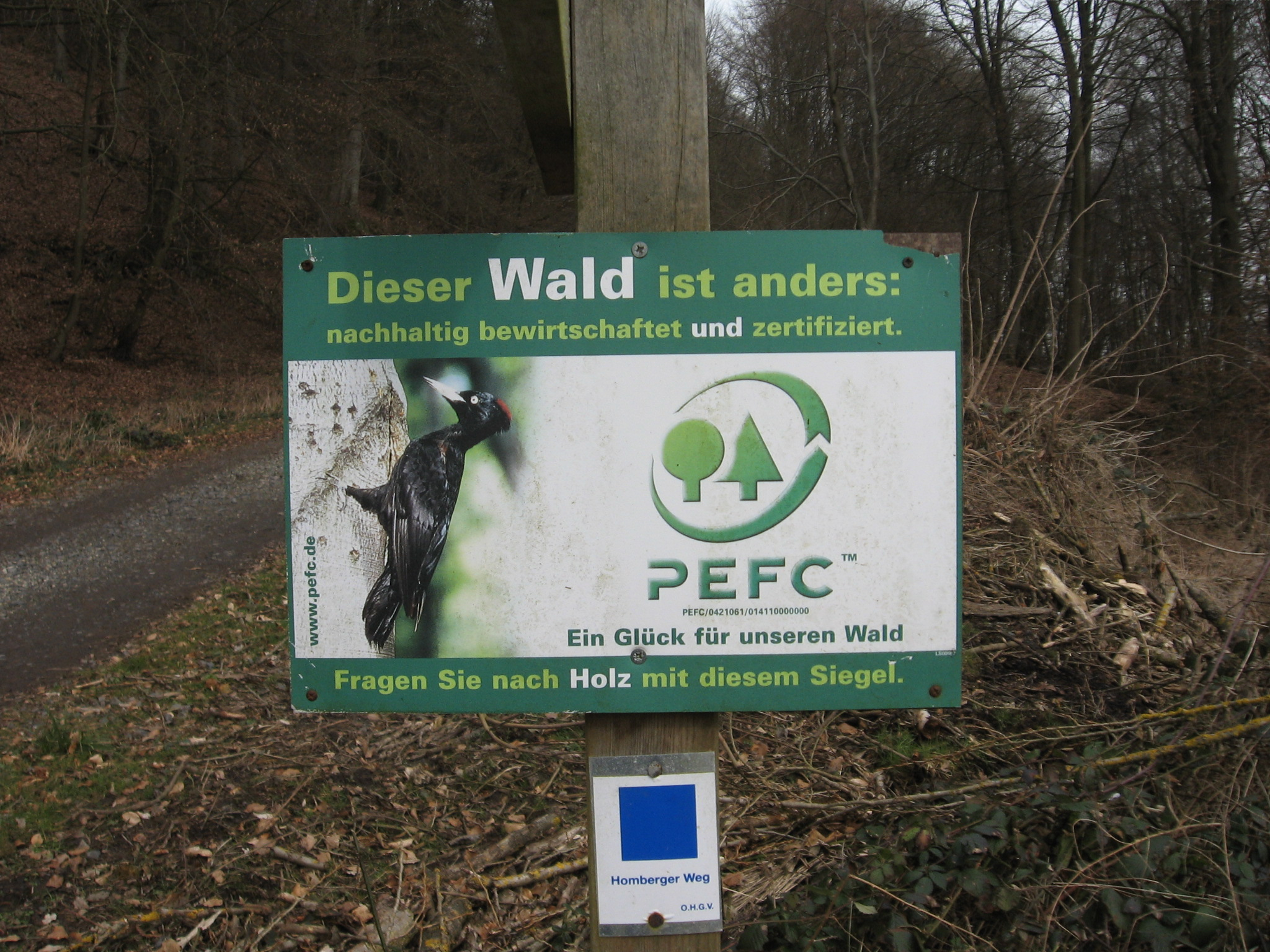
PEFC-Schild neben dem Elisabethbrunnen bei Marburg-Schröck

Das Programme for the Endorsement of Forest Certification Schemes (PEFC, deutsch ein Programm für die Anerkennung von Waldzertifizierungssystemen) ist ein internationales Waldzertifizierungssystem. Nach eigenen Angaben ist es die weltweit größte unabhängige Organisation zur Sicherstellung und kontinuierlichen Verbesserung einer nachhaltigen Waldbewirtschaftung, die ökologische, soziale und ökonomische Standards gewährleisten soll. In 53 Ländern gibt es Vergabestandards und Zertifizierungsorganisationen. Diesen übergeordnet ist der Verein PEFC Council (PEFC International) mit Sitz in Genf.

## Namensgebung
Nach dem Beitritt nicht-europäischer Mitglieder im Jahre 2002 wurde der ursprüngliche Name Pan European Forest Certification auf der siebten Generalversammlung des PEFC im Oktober 2003 geändert in Programme for the Endorsement of Forest Certification Schemes (Programm zur Anerkennung von Forstzertifizierungssystemen).
PEFC basiert inhaltlich auf den Vereinbarungen, die durch die Europäischen Ministerkonferenzen zum Schutz der Wälder in Europa festgelegt wurden, und ist gegen Ende der 1990er Jahre vor allem aufgrund der Initiative von Vertretern der Forst- und Holzwirtschaft wie dem Deutschen Forstwirtschaftsrat gegründet worden. Verschiedene Umweltorganisationen, Sozialverbände, die Holzwirtschaft und andere Vereinigungen beteiligen sich bei PEFC. Die Mitarbeit steht diesen frei und soll auch bisher nicht beteiligten Interessengruppen weiterhin ermöglicht werden.

## Waldzertifizierung
Derzeit sind weltweit 325 Mio. ha Wald nach PEFC zertifiziert. In Deutschland sind es mit 8,7 Mio. ha etwa 79 % des heimischen Waldes. In Österreich sind mit rund 2,7 Mio. ha zwei Drittel der gesamten Waldfläche zertifiziert.

### PEFC-Standards
Das Fundament bildet ein Kriterienkatalog, der Bestandteil des Technischen Dokuments des PEFC Council International (PEFCC) ist und in dem die grundlegenden Anforderungen und Standards festgelegt sind, die von allen nationalen Forstzertifizierungssystemen, wie z. B. PEFC Deutschland, erfüllt werden müssen. Zu diesen Standards zählen unter anderem:
- der Schutz von ökologisch besonders wertvollen Waldgebieten,
- das Verbot des Einsatzes von genetisch manipulierten Organismen,
- die Einhaltung der grundlegenden ILO-Kernarbeitsnormen,
- die Sicherstellung von Schutzmaßnahmen der im Wald arbeitenden Menschen,
- die Berücksichtigung der Rechte indigener Völker.[7]

Darüber hinaus gelten in Deutschland weitere Regeln, die Waldbesitzer einhalten müssen, um das PEFC-Siegel zu erhalten.
Laut dem deutschen PEFC-Standard gilt:
- Mischbestände aus standortgerechten Baumarten sind zu erhalten bzw. aufzubauen,
- Kahlschläge sind grundsätzlich zu unterlassen,
- ein angemessener Totholzvorrat ist zu erhalten,
- beim Einsatz von Maschinen ist der Boden besonders zu schonen
- der Einsatz von Pestiziden ist zu vermeiden (Gutachten erforderlich),
- auf die geschützten Biotope und Schutzgebiete sowie die gefährdeten Tier- und Pflanzenarten ist besondere Rücksicht zu nehmen.[8]

Anfang 2005 trat eine revidierte Fassung der Standards für Deutschland in Kraft. Die Änderungen berücksichtigten die Entwicklungen innerhalb der MCPFE und auch die Erkenntnisse, die sich bei Kontrollen der zertifizierten Betriebe ergeben hatten (so wurde offenbar, dass das Befahren der Bestandesfläche eine der häufigsten Missachtungen der Reglementierungen darstellt). Die Neuerungen finden primär Ausdruck in sechs Leitfäden, die den Betrieben die Umsetzung der Standards erleichtern sollen (z. B. zu Totholzmanagement). Berücksichtigt werden zudem einige Notsituationen wie Vorkehrungen für den Fall einer Ölhavarie. In der aktuell gültigen Fassung der PEFC-Standards von 2014 wurden weitere Kriterien zum Schutz der Wälder und der darin arbeitenden Menschen aufgenommen. Demnach dürfen in der Waldarbeit nur solche Dienstleistungs- und Lohnunternehmer sowie gewerbliche Selbstwerber eingesetzt werden, die über eine entsprechende Qualifikation und ein von PEFC Deutschland anerkanntes Zertifikat (z. B. das RAL-Gütezeichen) verfügen. Private Selbstwerber müssen zu ihrem eigenen Schutz die Teilnahme an einem qualifizierten Motorsägenlehrgang nachweisen. Zum Schutz von Wasser und Boden dürfen bei der Waldarbeit nur biologisch schnell abbaubare Kettenöle und Hydraulikflüssigkeiten verwendet werden. Seit Juni 2019 befinden sich die deutschen PEFC-Standards in einer weiteren Revision, die voraussichtlich 2021 abgeschlossen sein wird.
Im Jahr 2020 wurde in Deutschland der neue PEFC-Waldstandard PEFC D 1002-1:2020 verabschiedet. Nebst mehreren kleinen Änderungen wurden besonders folgende Punkte hervorgehoben bzw. neu hinzugefügt:
- Auswirkungen des Klimawandels und die notwendige Anpassung der Bewirtschaftung.
- Der Einsatz von Produkten aus erdölbasierten Materialien, wie Wuchshüllen, Fege-/Verbiss-/Schälschutz und Markierungsbänder soll vermieden werden.

## Zertifizierungsprozess
In Deutschland ist das PEFC-System wie folgt aufgebaut: Es findet eine regionale Zertifizierung statt. Auf der Grundlage eines regionalen Waldberichts, der alle relevanten Daten zu den Wäldern in einem Bundesland erfasst und alle fünf Jahre ein Monitoring der Entwicklung erlaubt, können sich Waldbesitzer zur Einhaltung der PEFC-Standards verpflichten. Jährlich wird eine repräsentative Zahl der teilnehmenden Forstbetriebe von unabhängigen Zertifizierern geprüft (2017 wurden 47,2 % der PEFC-zertifizierten Fläche über die Stichproben kontrolliert). Werden Verstöße festgestellt, droht dem Waldbesitzer der Ausschluss aus dem PEFC-System. Nach dem Ausschluss darf der Waldbesitzer sein Holz nicht mehr als PEFC-zertifiziert verkaufen.
PEFC soll, aufgrund des regionalen Ansatzes, kosteneffizient und insbesondere für die in Europa typischen Familienforstbetriebe geeignet sein. Andere Länder, deren jeweiliges System vom internationalen PEFC-Dachverband anerkannt sein muss, die aber nicht die kleinparzellierten Besitzstrukturen haben, bedienen sich auch einer Gruppen- oder einer einzelbetrieblichen Zertifizierung. Das PEFC Council, welchem nationale Vertretungen in 35 Staaten auf fünf Kontinenten angehören, wurde 1999 gegründet und hat seinen Hauptsitz in Genf. 53 nationale PEFC-Gremien sind Mitglied im PEFC Council. Bis Januar 2020 hatten 44 nationale Zertifizierungssysteme das Anerkennungsverfahren von PEFC erfolgreich durchlaufen.

## Produktkettenzertifizierung
Für den Holzfluss vom Wald zum Verbraucher hat das PEFC-System eine Produktkettenzertifizierung entwickelt. Darin sind zwei Möglichkeiten vorgegeben: Entweder die physische Trennung oder die Input-Output-Bilanzierung. Das PEFC-Logo darf nur dann auf einem Produkt erscheinen, wenn mindestens 70 % des enthaltenen Holzes PEFC-zertifiziert ist. Für nicht PEFC-zertifiziertes Material, welches in gekennzeichneten Produkten verarbeitet wird, muss nachgewiesen werden, dass dies nicht aus umstrittenen Holzquellen wie illegalem Einschlag stammt. Die Zertifizierung erfolgt nach dem Third Party Auditing-Prinzip. Das bedeutet, dass die Prüfanstalten unabhängig vom Hersteller sein müssen.

## Akkreditierung von Zertifizierern
Bei PEFC sind die Standardsetzung, die Zertifizierung und die Akkreditierung der Zertifizierer voneinander getrennt. Die Einhaltung der PEFC-Standards wird von unabhängigen Zertifizierern (wie z. B. dem TÜV) überprüft, die von der Akkreditierungsstelle DAkkS in Berlin zugelassen und überwacht werden. Dabei folgen sie den international gültigen ISO-Normen.

## Kritik
Kritik am PEFC wird vor allem durch Nichtregierungsorganisationen im Umweltbereich, wie z. B. Robin Wood geübt. Bemängelt werden folgende Punkte:
- Regionale Zertifizierung, welche dazu führe, dass einzelne Betriebe nicht unbedingt auf die Einhaltung der Kriterien untersucht würden.
- Vorab-Kontrollen würden nicht durchgeführt, sondern lediglich spätere Stichproben veranlasst. Das mache das System billiger, aber nicht besser.
- Die Standards seien nicht „performance-based“ (sie seien also so formuliert, dass den Forstbetrieben ein relativ weiter Interpretationsspielraum bei der Umsetzung der Standards verbleibe und somit kein Waldbesitzer seine Bewirtschaftungspraxis umstellen müsse).

Der forstpolitische Hintergrund der Debatten um Zertifizierungsschemata wie PEFC ist bei der Bewertung der Kritik seitens forstpolitischer Akteure wie Robin Wood relevant.
Bei kritischen Diskussionen werden Vergleiche insbesondere zum ersten weltweiten Zertifizierungssystem Forest Stewardship Council (FSC) gezogen, dessen Gründung (zu dieser Zeit mit dem Primärziel des Schutzes und der nachhaltigen Nutzung tropischer Regenwälder) auf Initiative der großen internationalen Umwelt-NGOs Greenpeace und WWF im Rahmen der UNCED beschlossen wurde. Die Entscheidung zur Schaffung eines alternativen Zertifizierungsschemas ist als Reaktion auf die Gründung des FSC zu verstehen, da die Mehrheit der kleinen privaten Forstbetriebe die Konzeption des FSC für zu bürokratisch und somit unnötig kostenintensiv betrachtete, und sich zudem in den Entscheidungsgremien stark unterrepräsentiert fühlte (der Forst- und Holzsektor als Ganzes hat dort ein Stimmgewicht von einem Drittel). Des Weiteren wird mitteleuropäischen Forstbetrieben a priori nicht nachhaltiges Wirtschaften unterstellt (siehe zweiter Kritikpunkt). Eine verkürzte Darstellung der kritischen Debatten zeigt daher eine Positionierung der Forst-, Holz- und Papierwirtschaft für das PEFC, die Umweltverbände argumentieren dagegen.
Kritik wird jedoch auch von unabhängigen Organisationen geübt. Im Jahr 2002 bewertete Öko-Test PEFC nur mit „ausreichend“, während FSC und Naturland mit „sehr gut“ bewertet wurden. Der Sachverständigenrat für Umweltfragen vergleicht in seinem Umweltgutachten 2012 das PEFC mit dem FSC und bezeichnet es als deutlich schwächer, er zählt es nicht zu den „hochwertigen ökologischen Standards“.

## Anerkennung
Bei vielen internationalen und nationalen Institutionen und Unternehmen ist das PEFC- und das FSC-Siegel gleichermaßen anerkannt. So heißt es in der Beschaffungsrichtlinie des Bundes vom 1. Januar 2011: „Holzprodukte, die durch die Bundesverwaltung beschafft werden, müssen nachweislich aus legaler und nachhaltiger Waldbewirtschaftung stammen. Der Nachweis ist vom Bieter durch Vorlage eines Zertifikats von FSC, PEFC, eines vergleichbaren Zertifikats oder durch Einzelnachweise zu erbringen“. Das Portal label-online der Verbraucher Initiative bewertet das Siegel als „empfehlenswert“.
Auch die EU erkennt PEFC an: „Als von unabhängigen Dritten ausgestellte Bescheinigungen sind diejenigen nach dem FSC, dem PEFC oder einem gleichwertigen System zulässig.“ PEFC-zertifizierte Hölzer und Holzprodukte erfüllen zudem sämtliche Kriterien der niederländischen Beschaffungsstelle TPAC (Dutch Timper Procurement Assessment Committee) sowie des britischen Department for Environment, Food and Rural Affairs.